# Осиола (Ајова)
Осиола (енгл. Osceola) град је у америчкој савезној држави Ајова. По попису становништва из 2010. у њему је живело 4.929 становника.

## Демографија
Према попису становништва из 2010. у граду је живело 4.929 становника, што је 270 (5,8%) становника више него 2000. године.
| Група             | 2000.         | 2010.         |
| Белци             | 4.306 (92,4%) | 3.964 (80,4%) |
| Афроамериканци    | 5 (0,1%)      | 29 (0,6%)     |
| Азијати           | 27 (0,6%)     | 28 (0,6%)     |
| Хиспаноамериканци | 291 (6,2%)    | 866 (17,6%)   |
| Укупно            | 4.659         | 4.929         |